# Yamil Ostrovsky
Yamil Ostrovsky (11 de marzo de 1972, Ciudad de Buenos Aires, Argentina) es un bailarín, coreógrafo y director de teatro argentino.

## Estudios
Nació en la Ciudad de Buenos Aires el 11 de marzo de 1972. Egresó del Taller de Danza Contemporánea del Teatro San Martín de Buenos Aires. También realizó estudios de Dirección Teatral en la Escuela de Teatro de Buenos Aires.

## Trayectoria
Ha trabajado como coreógrafo, asistente y/o repositor de Oscar Araiz en varias compañías como el Ballet Nacional de la Universidad de Chile, Teatro Argentino de La Plata, Ballet Nacional Sodre de Uruguay, Ballet Estable del Teatro Colón de Buenos Aires, Takarazuka Revue de Japón, entre otras.
Ha realizado la Regie y/o la coreografía de óperas, puestas en escena y coreografía de numerosos espectáculos infantiles, así como la dirección integral y coreográfica de obras como Sueño de una noche de verano, Los siete locos, Lo trágico cotidiano, Antígona, La Cautiva, El sapo y la princesa, La Cenicienta, Orfeo y Eurídice,  Los caballeros de la mesa ratona y Boquitas Pintadas, adaptada en el 2020 a la cuarentena impuesta por el gobierno argentino desde marzo de 2020 por la Corona.
Fue director asociado del Grupo de danza de la UNSAM, compañía ganadora del premio Konex de platino en Música Clásica en el año 2019, y docente en el Instituto de Arte Mauricio Kagel (IAMK) de la misma universidad. Ha dictado, además, Clínicas de Teatro Físico en su propio estudio, clases de composición, danza contemporánea, Teatro Físico en diversas instituciones como CC Sábato, Facultad de Ciencias Económicas de la UBA, Villa María (Córdoba), Grupo de Danza Contemporánea de la Provincia de Tucumán, Las Varillas (Córdoba), La Criba, Azul Buenos Aires, Ballet Nacional de Venezuela, entre otros.